# Grâce prévenante
La grâce prévenante (ou grâce précédente ou grâce habilitante) est un concept théologique chrétien qui désigne la grâce de Dieu dans la vie d'une personne, qui précède et prépare la conversion. Ce concept fut initialement développé par Augustin d'Hippone (354-430), fut affirmé par le concile d'Orange (529) et intégré à la théologie catholique. Le concept est également présent dans l’orthodoxie orientale et la théologie wesleyenne-arminienne. Dans l'ensemble de ces traditions, la grâce prévenante est comprise comme universellement dispensée, permettant à tous les individus d'avoir la foi, tout en laissant l'acceptation dépendre du libre arbitre libertarien. Dans la théologie réformée, il apparaît sous la forme de l’appel efficace, par lequel la grâce de Dieu conduit irrésistiblement certaines personnes au salut.

## Définition
Le concept de « grâce prévenante » fut créé et développé par Augustin d'Hippone (354-430), en se basant sur les écrits de saint Ambroise (c. 339 - c. 397). La grâce prévenante fait référence à la grâce de Dieu qui, dans la vie d'une personne, précède la conversion. L'expression originale (latin : gratia praeveniens) signifie littéralement la « grâce qui précède ». L'expression française repose sur l'usage archaïque du mot « prévenant » signifiant « précédant ». Ce concept a un sens similaire de celui de la « vocation » ou de l'« appel ».
Il existe des variations dans la manière dont la grâce prévenante est comprise, notamment en ce qui concerne l’intention de Dieu. Dans la théologie catholique,, orthodoxe orientale, et arminienne,, la grâce prévenante est perçue comme une grâce prédisposante ou habilitante qui aide les individus à parvenir à la foi. Dans la théologie réformée, elle est comparable à deux concepts parallèles : la grâce commune,, qui n'améliore pas la nature corrompue et non-régénérée de l'homme et n'a aucune finalité salvifique, et l'appel efficace, par lequel Dieu appelle de manière irrésistible à croire,.
Quand la grâce est considérée d'après ses effets, la grâce prévenante est différenciée de la grâce subséquente. La nature de la grâce subséquente diffère selon le point de vue déterministe ou non-déterministe sur la providence de Dieu : Par exemple, John Wesley a nommé deux formes de grâce subséquentes : la « grâce justifiante » (également appelée grâce salvatrice) et « la grâce sanctifiante ». Ces deux formes subséquentes de grâce sont résistibles. Au contraire, les calvinistes ont considéré la grâce justifiante comme une grâce irrésistible.

## Historique

### Origines
La notion de « grâce prévenante » (latin : gratia praeveniens) fut développée par Augustin d'Hippone (354-430). En réponse au pélagianisme, il déclara que la grâce prévenante est nécessaire pour préparer la volonté de l'homme à la conversion. Pelage avait fait appel à saint Ambroise (c. 339-c. 397), auquel Augustin répondit par une série de citations d'Ambroise indiquant la nécessité de la grâce prévenante. Augustin nomma le libre arbitre dépourvu de l'aide spirituelle de la grâce, « libre arbitre captif » (latin : liberum arbitrium captivatum). Sous l'influence de la grâce, cependant, celui-ci devient littéralement un « libre arbitre libéré » (latin : liberum arbitrium liberatum). La grâce prévenante dispense d'abord un éclairage spirituel essentiel, après quoi le pouvoir de croire est accordé exclusivement aux élus. Augustin considérait la grâce conduisant à la justification comme infaillible pour les élus,,.

### Développements
En 529, au second Concile d'Orange, la question qui se posait était de savoir si les doctrines d'Augustin sur la providence de Dieu devaient être affirmées, ou si le semi-pélagianisme pouvait l'être. Le semi-pélagianisme était une forme modérée de pélagianisme enseignant que la première étape du salut se produit par la volonté humaine et non par la grâce de Dieu. La position du Concile peut être appelée « semi-augustinienne »,,. Le Concile définit que la foi, bien qu'un acte libre de l'homme, résultait, même à ses débuts, de la grâce de Dieu, éclairant ainsi l'esprit humain et permettant la foi,,. Ceci décrit l'opération de la grâce prévenante permettant aux non-régénérés de se repentir dans la foi,. D'autre part, le Concile d'Orange condamna l'enseignement de la prédestination à la damnation au moins sous-entendue par la sotériologie augustinienne.
Les canons du Concile citaient directement l’œuvre d'Augustin liée au concept de la grâce prévenante (Canons 1, 2, 5, 6, 7). Boniface II (mort en 532) écrivant à Césaire d'Arles, confirma la notion de grâce prévenante : « [Nous confirmons] par l'autorité du Siège apostolique cette profession de foi par laquelle, au contraire, vous définissez que la juste foi dans le Christ et le commencement de toute volonté bonne sont inspirés, selon la vérité catholique, aux sens de chacun par la grâce prévenante de Dieu ».

## Dans la théologie catholique
Le second Concile d'Orange de 529 a déclaré que la foi, bien qu'étant un acte libre, résultait dès ses débuts de la grâce de Dieu, éclairant l'esprit humain et autorisant la croyance. Dans le canon 18, il est dit : « On ne peut prévenir la grâce par aucun mérite. Aux bonnes œuvres, s'il en est, la récompense est due ; mais la grâce, qui n'est pas due, précède pour qu'elles soient ». Dans le canon 23, il est dit que Dieu prépare nos volontés afin qu'elles désirent le bien. Le canon 25 déclare : « [...] dans toute bonne œuvre, ce n'est pas nous qui commençons […] mais que c'est lui, sans aucun bon mérite préalable de notre part ».
La grâce prévenante a été discutée dans le cinquième chapitre de la sixième session du Concile de Trente (1545-1563) qui utilisait l'expression : « Dei per dominum Christum Iesum praeveniente gratia » rendu par « la grâce prévenante de Dieu par Jésus-Christ ». Ceux qui se sont détournés de Dieu à cause de leurs péchés sont disposés, par la grâce de Dieu, à faire demi-tour et à être justifiés en acceptant librement cette grâce.
Le Catéchisme de l'Église Catholique (1992) explique : « Nul ne peut dire « Jésus est Seigneur » si ce n'est par le Saint-Esprit. Chaque fois que nous commençons à prier Jésus, c'est le Saint-Esprit qui nous attire sur le chemin de la prière par sa grâce prévenante. »

## Dans la théologie orthodoxe orientale
En réponse au calvinisme lors du Concile de Jérusalem (1672), la confession de Dosithée décrit l’action de la grâce prévenante dans le processus du salut. Cette grâce est d'abord « impartie à tous », « illuminant » les individus. Ensuite, selon la réponse du libre arbitre de la personne, elle devient « coopérante » et « habilitante ».
Dans l'orthodoxie, l'action de la grâce prévenante implique une synergie entre Dieu et l'homme, se rapprochant étroitement du concept wesleyen de la grâce prévenante. Une fois régénéré, un individu peut accomplir des œuvres spirituelles, mais il reste dépendant de la grâce divine pour guider et précéder ses actions.

## Dans la théologie arminienne

### Arminianisme classique
La grâce prévenante est un concept important de la théologie arminienne. Jacobus Arminius affirmait la dépravation totale et croyait que la grâce prévenante permet aux hommes de répondre à l'offre du salut :
« En ce qui concerne la grâce et le libre arbitre, voici ce que j'enseigne conformément aux Écritures et au consensus orthodoxe : le libre arbitre est incapable de commencer ou de perfectionner un bien véritable et spirituel, sans grâce. [...] Cette grâce [prævenit] va avant, accompagne et suit; elle excite, assiste, fait que nous voulions coopérer de peur que nous ne le fassions en vain ».
Le théologien Robert E. Picirilli, citant Arminius, écrit que : « Ce qu'Arminius entendait par « grâce prévenante » était cette grâce qui précède la régénération actuelle et qui, sauf résistance, mène inévitablement à la régénération. Il s'est empressé de constater que cette « assistance du Saint-Esprit » est complètement suffisante pour « rester à la plus grande distance possible du pélagianisme »». Arminius distinguait la grâce « prévenante » ou « précédente » faisant état d'une œuvre monergique de Dieu, et une grâce « subséquente » ou « suivante » faisant état d'une œuvre synergique.

### Arminianisme wesleyen
Dans le sermon de John Wesley intitulé « On Working Out Our Own Salvation » (sermon no 85), celui-ci déclara que la grâce prévenante suscitait : « le premier désir de plaire à Dieu, le premier jour de lumière concernant sa volonté et la première conviction légère et passagère d'avoir péché contre lui. » Wesley a insisté sur la grâce prévenante comme solution à deux grands problèmes du christianisme : la croyance en un péché originel et la doctrine protestante du salut par la seule grâce.
Thomas Oden définit la grâce prévenante comme « la grâce qui commence à permettre à un individu de choisir de coopérer davantage avec la grâce salvatrice. En offrant à la volonté la capacité restaurée de répondre à la grâce, la personne peut alors librement et de plus en plus devenir un participant actif et disposé à recevoir les conditions de la justification. »
Les wesleyens distinguent généralement deux formes d'appel lié à la grâce prévenante : 1. Un appel universel qui est l'influence secrète du Saint-Esprit sur la conscience. 2. Un appel direct à travers la parole révélée telle qu'elle se trouve dans les Saintes Écritures.
John Wesley adapta les trente-neuf articles de religion adoptés par l'Église d'Angleterre en 1563, dans les Articles de religion destinés aux méthodistes américains. Employant le même vocabulaire que l'article X du premier texte, l'article VIII déclare : « La condition de l’homme après la chute d’Adam est telle que, livré à ses seules forces et à ses propres œuvres, il ne peut se convertir et arriver à la foi et à l’invocation du nom de Dieu. C’est pourquoi nous n’avons aucun pouvoir de faire de bonnes œuvres agréables à Dieu sans la grâce prévenante de Dieu par Christ, laquelle nous rend capables de bonne volonté et coopère avec nous quand nous avons acquis cette bonne volonté. » 
L'article VIII constitue la doctrine officielle de nombreuses dénominations wesleyennes ou du mouvement de la sainteté telles que l'Église méthodiste unie, l'Église du Nazaréen, ou la Pillar of Fire International.
Le baptême des enfants est considéré dans le méthodisme comme une célébration de la grâce prévenante. Bien que le baptême des enfants soit important pour le parcours de vie du disciple fidèle, il n'est pas essentiel.
La plupart des hymnaires méthodistes ont une section avec des hymnes concernant la grâce prévenante, comme le United Methodist Hymnal (1989). L'un des hymnes les plus connus écrits sur cette doctrine est « Come, Sinners, to the Gospel Feast » de Charles Wesley, qui comprend les lignes, « Il n'est pas nécessaire qu'un seul reste en arrière car Dieu a appelé toute l'humanité [...] l'invitation s'adresse à tous. »

### Objections
Certains se réfèrent au concept arminien de la grâce prévenante comme une « habilitation universelle ». Ils comprennent la vision arminienne comme enseignant que Dieu a redonné à chaque individu la capacité de rechercher Dieu et de choisir le salut.
Néanmoins, les arminiens considèrent que la grâce prévenante est plutôt dirigée individuellement qu'universellement. Ils considèrent qu'elle procède de l'influence habilitante du Saint-Esprit sur une personne humaine dans un « mouvement relationnel de va-et-vient, d'influence et de réponse. [...] [Et] comme d'autres formes interpersonnelles de communication et d'influence, c'est quelque chose qui peut aller et venir,. »
Les calvinistes soutiennent que parce que cette grâce est censée être accordée à tous de la même manière, le facteur déterminant du salut devient la volonté de l'homme. Ils voient cette volonté et choix libertarien (en) de l'individu comme une bonne œuvre requise pour le salut et donc un rejet implicite du salut par la grâce seule.
Les arminiens objectent que, selon leur point de vue, le salut est par la grâce seule. Ils pensent ainsi parce que la provision du salut, incluant son initiation, son activation et son obtention, se fait par la grâce seule. Cette provision est en effet respectivement le résultat de la grâce prévenante, de la grâce justifiante et de la grâce régénérante. Par ailleurs, ils remarquent que le calvinisme enseigne la compatibilité du déterminisme divin et de la responsabilité morale. L'homme est responsable de son choix lorsqu'il agit volontairement, même si sa volonté est déterminée par Dieu. Ainsi, comme l'homme vient volontairement à la foi, il s'ensuit que l'homme est moralement responsable de sa foi. Par conséquent, le choix du salut par la foi est une bonne œuvre. Ainsi, si les calvinistes veulent rester cohérents avec leur propre thèse, ils ne peuvent pas dire que le choix louable du salut (qu'il soit libertarien ou semi-compatibiliste (en)) est un rejet du salut par la grâce seule. De même, les arminiens rejettent comme une absurdité l'idée que le choix libertarien d'accepter la provision de salut soit une participation à l'œuvre de salut.

## Dans la théologie réformée
Les calvinistes ont leur propre doctrine de la grâce prévenante, qu'ils identifient avec l'appel efficace et qui est immédiatement et nécessairement suivi par la foi. En raison de la nécessité du salut suivant cette dispensation de la grâce prévenante, la grâce justifiante est appelée grâce irrésistible,.
La forme calviniste de la grâce prévenante est également liée à la grâce commune par laquelle Dieu montre une miséricorde générale à tous, retient le péché et donne à l'humanité une connaissance de Dieu, de son état de pécheur et de son besoin d'être sauvé du péché,,. Bien que cette grâce n'ait aucun but salvifique, il est avancé qu'elle laisse les hommes sans excuse de ne pas venir à Dieu. La grâce commune explique aussi pourquoi les hommes semblent venir à Dieu, mais finissent par commettre une apostasie définitive. A ce propos, Calvin a formulé le concept d'une grâce temporaire (parfois appelée « grâce évanescente ») qui n'apparaît et n'agit que pendant un certain temps chez le réprouvé, mais disparaît ensuite,,,,. Selon ce concept, le Saint-Esprit peut créer chez certaines personnes des effets qui ne se distinguent pas de ceux de la grâce irrésistible de Dieu, produisant également des fruits visibles. La grâce temporaire a également été soutenue par des théologiens calvinistes ultérieurs tels que Théodore de Bèze,  William Perkins,John Owen, Arthur Pink et Loraine Boettner.

### Objections
Puisque la grâce commune calviniste laisse les hommes absolument incapables de venir à Dieu, les non-calvinistes ne croient pas « qu'elle les laisse sans excuse ». Concernant l'opération de la grâce temporaire censée expliquer l'apostasie, les non-calvinistes la trouvent contredisant le caractère révélé de Dieu et laissant les croyants chrétiens sans réelle assurance de salut au cours de leur vie.

### Citations
1. 1 2  Stewart 2014, p. 131. « [...] à [Augustin] nous devons le terme gratia praeveniens [...] ».
2. 1 2 3 4  McGrath 2001, p. 356.
3. 1 2  Fitzgerald 1999.
4. 1 2  Picirilli 2002, p. 153.
5. ↑  Wiley 1940, chap. 26. « En ce qui concerne la vocation ou l'appel, on distinguera l'appel indirect ou universel, et l'appel direct ou immédiat [...] L'appel universel ou Vocatio Catholica, est cette influence secrète exercée sur la conscience des hommes différente de la parole révélée telle qu'elle se trouve dans les Saintes Écritures. »
6. 1 2  Demarest 1997, p. 70. « La discussion du Concile de Trente sur la grâce se trouve dans son “Décret sur la justification”, promulgué lors de la sixième session (1547). Trente contestait la définition réformée de la grâce comme étant la faveur imméritée de Dieu, suggérant plutôt que la grâce est une puissance qui assiste les réponses libres de l’homme. Ainsi, Trente identifiait la réception de la grâce. Les adultes sont mus par la “grâce prévenante” ou “grâce assistante” et par leur propre libre arbitre à exercer la foi en Christ et à se soumettre au baptême. »
7. ↑  Ray 2022, p. 206.
8. 1 2  Overbeck 1899, Decree 3, p. 114-115. « Nous comprenons ainsi l’usage du libre arbitre : la grâce divine et illuminatrice, que nous appelons grâce prévenante, étant, à l’image d’une lumière pour ceux qui sont dans les ténèbres, par la bonté divine, impartie à tous ; à ceux qui sont disposés à lui obéir — car elle n’est utile qu’aux volontaires, non aux réfractaires — et à coopérer avec elle dans ce qu’elle exige comme nécessaire au salut, une grâce particulière est alors accordée. Cette grâce, en coopérant avec nous, en nous habilitant et en nous rendant persévérants dans l’amour de Dieu — c’est-à-dire en accomplissant ces bonnes œuvres que Dieu veut que nous fassions, et que sa grâce prévenante nous avertit de faire — nous justifie et fait de nous des prédestinés. »
9. 1 2  Kimbrough 2002, p. 18.
10. ↑  Schwartz et Bechtold 2015, p. 165.
11. ↑  Forlines 2011, p. 20–24.
12. 1 2  Cox 1969, p. 144.
13. 1 2 3  Pinson 2022, p. 197.
14. 1 2 3  Shelton 2015.
15. ↑  Cunningham 2022. « [...] mettant en contraste [les doctrines arminiennes de la vocation universelle et de la grâce suffisante] avec les doctrines généralement soutenues par les calvinistes de l'appel efficace et de la grâce efficace. »
16. 1 2  Grudem 1994, p. 692.
17. ↑  Aquinas 1954, art. 3. « [E]tant donné que l'amour de Dieu signifie quelque chose d'éternel, il ne peut jamais être appelé autrement que prévenant. La grâce, cependant, signifie un effet dans le temps, qui peut précéder un effet et en suivre un autre. Elle peut donc être qualifiée à la fois de prévenante et de postérieure. [...] La grâce n'est pas divisé en grâce prévenante et subséquente en ce qui concerne son essence, mais uniquement en ce qui concerne ses effets [...]. »
18. ↑  Hägglund 2007, p. 139–140.
19. ↑  McGrath 2005, p. 26.
20. ↑  McGrath 2005, p. 27.
21. ↑  Wiley 1940, p. 345.
22. ↑  Bird 2021, p. 89-90. « L’asymétrie de la doctrine augustinienne sur la grâce est ici clairement énoncée : si un homme croit, c’est parce qu’il a été irrésistiblement attiré ; mais s’il ne croit pas, « sa détermination est responsable ». Tout le mérite de la conversion est attribué à Dieu ; toute la culpabilité du refus, à l'homme. En arrivant à cette position, Augustin n'avait pas abandonné ses notions précédemment développées de grâce adjutive et de pouvoir de délice, mais il avait maintenant compris que l'adjutum et la delecatio doit être d'une force écrasante. Le salut vient à un homme lorsque Dieu accomplit en lui une œuvre qui ne peut ni échouer ni être refusée. »
23. ↑  Wilson 2018, p. 106.
24. ↑  McGrath 2005, p. 107-110.
25. 1 2  Stanglin et McCall 2012, p. 160.
26. ↑  Oakley 1988, p. 64.
27. ↑  Thorsen 2007, chap. 20.3.4.
28. ↑  Bounds 2011, p. 39-43.
29. ↑  Denzinger 1996, chap. Second Concile d'Orange, can. 5-7.
30. ↑  Pickar 1981, chap. Foi, p. 797.
31. ↑  Cross 2005, p. 701.
32. ↑  Olson 2009, p. 81.
33. ↑  Stanglin et McCall 2012, p. 153.
34. ↑  Denzinger 1996, chap. Second concile d'Orange, art. 397. « Non seulement nous ne croyons pas que certains hommes soient prédestinés au mal par la puissance divine, mais s'il était des gens qui veuillent croire une telle horreur, nous leur disons avec toute notre réprobation : anathème ! »
35. ↑  James 1998, p. 102. « Certains érudits, surtout catholiques, considèrent qu'Augustin n'a pas formulé une doctrine de la double prédestination. D'autres, parmi les protestants et les érudits laïcs, sont plus partagés sur cette question. De notre analyse, il apparaît que l'évêque d'Hippone aurait pu croire en la double prédestination, bien qu'il ne développe pas de manière explicite une telle doctrine. »
36. ↑  Denzinger 1996, chap. Second Concile d'Orange.
37. ↑  Denzinger 1996, chap. Confirmation du 2e concile d'Orange, art. 398.
38. ↑  Denzinger 1996, chap. Second Concile d'Orange, canon 18.
39. ↑  Denzinger 1996, chap. Second Concile d'Orange, canon 23.
40. ↑  Denzinger 1996, chap. Second Concile d'Orange, canon 25.
41. ↑  Waterworth 1848, Session 6, chap. 5.
42. ↑  Jean-Paul II 1993, art. 2670.
43. ↑  Overbeck 1899, Decree 14. « Pour que le régénéré accomplisse un bien spirituel — car les œuvres du croyant, contribuant au salut et produites par une grâce surnaturelle, sont proprement appelées spirituelles — il est nécessaire qu’il soit guidé et précédé par la grâce. »
44. ↑  Bettenson 1970, p. 204-205.
45. ↑  Arminius 1853, p. 472.
46. ↑  Stanglin et McCall 2012, p. 152.
47. 1 2 3  Cox 1969, p. 147-148.
48. ↑  Oden 1994, p. 243.
49. ↑  Wiley 1940, chap. 26. « La vocation ou l'appel se distingue en outre comme l'appel indirect ou universel, et l'appel direct ou immédiat [...] Par l'appel universel, ou  Vocatio Catholica , on entend cette influence secrète exercée sur la conscience des hommes, en dehors de la Parole révélée telle qu'elle se trouve dans les Saintes Écritures. »
50. ↑  Melton 2005, p. 48. Italiques ajoutées
51. ↑  UMPH 2004, Section 1 : Our Doctrinal Heritage : Distinctive Wesleyan Emphases. « [La grâce prévenante est] l'amour divin qui entoure toute l'humanité et précède toute impulsion consciente. Cette grâce suscite notre premier désir de plaire à Dieu, notre première lueur de compréhension concernant la volonté de Dieu et notre « première conviction légère et passagère » d'avoir péché contre Dieu. La grâce de Dieu suscite également en nous un désir ardent de délivrance du péché et de la mort et nous conduit au repentir et à la foi. »
52. ↑  NPH 2017, art 7, Section : Grâce Prévenante.
53. ↑  PF 1948, p. 39.
54. ↑  Manns et Meyer 1984, p. 141. « Lorsque les méthodistes modernes expliquent le baptême des enfants, ils pensent d'abord à la « grâce prévenante », pour laquelle le baptême des enfants est considéré comme un signe efficace, ou du moins utile. »
55. ↑  Westerfield Tucker 2011, p. 172. Italiques ajoutées
56. ↑  Erickson 1990, p. 925. « C'est ici que de nombreux arminiens, reconnaissant l'incapacité humaine telle qu'elle est enseignée dans les Écritures, introduisent le concept de la grâce prévenante, dont on pense qu'elle a un effet universel annulant les effets noétiques du péché, rendant ainsi la croyance possible. Le problème est qu'il y a aucune base claire et adéquate dans les Écritures pour ce concept d'habilitation universelle. »
57. ↑  Reasoner 2014, p. 183-189.
58. ↑  Oden 1994, p. 246. « [La grâce prévenante] nous attire graduellement, progressivement, par étapes [...]. À chaque étape, nous sommes appelés à recevoir et à répondre à la grâce qui est accordée peu à peu [...]. »
59. 1 2  Coords 2021.
60. ↑  Helm 2010, p. 230. « [Calvin] soutient que ce déterminisme est compatible avec la responsabilité humaine. »
61. ↑  Bignon 2018, p. 231-232. « Louange et blâme sont les deux faces d'une même pièce de monnaie de la responsabilité morale. Si l'un s'en va, l'autre s'en va avec, et nier l'éloge serait, j'en ai peur, le faire au prix de nier également la blâme, ce qui serait inacceptable étant donné des vues orthodoxes sur le jugement divin. La charge d'une grande partie du présent travail a été de défendre la compatibilité de la responsabilité morale avec le déterminisme, dans l'espoir évident de maintenir la vérité des deux. Ainsi, les déterministes ne devraient pas nier l'éloge moral des actes justes, car il n'y a pas d'asymétrie à ce niveau entre l'éloge du bien et le blâme du mal : les deux sont impliqués par la responsabilité morale humaine. »
62. ↑  Cunningham 2022.
63. ↑  Kuyper 2016, chap. 22, § 6.
64. ↑  Robinson 2022, p. 352.
65. ↑  Calvin 1961, p. 66. « [C]eux qui semblent vivre pieusement peuvent être appelés fils de Dieu; mais puisqu'ils finiront par vivre impiement et mourront dans cette impiété, Dieu ne les appelle pas fils dans sa prescience. Il y a des fils de Dieu qui n'apparaissent pas encore ainsi pour nous, mais le sont maintenant pour Dieu ; et il y a ceux qui, à cause d'une grâce arrogée ou temporelle, sont appelés ainsi par nous, mais ne le sont pas pour Dieu ».
66. ↑  Calvin 1961, p. 151-152.
67. ↑  Calvin 1845, 3:24:8. « Parfois, cependant, il le communique aussi à ceux qu'il n'éclaire que pour un temps, et qu'ensuite, en juste châtiment de leur ingratitude, il abandonne et frappe d'un plus grand aveuglement. »
68. ↑  Calvin 1963, p. 76. « [...] Je ne vois pas que ce soit une raison pour laquelle [Dieu] ne devrait pas toucher les réprouvés avec un goût de sa grâce, ou illuminer leurs esprits avec quelques lueurs de sa lumière, ou les affecter avec un certain sens de sa bonté, ou graver en quelque sorte sa Parole dans leur cœur, sinon où serait cette foi passagère dont parle Marc (4, 17) ? Il y a donc du savoir chez le réprouvé, qui plus tard s'évanouit soit parce qu'il enfonce ses racines moins profondément qu'il ne le faudrait, soit parce qu'il s'étouffe et dépérit. »
69. ↑  Davis 1991, p. 217-218.
70. ↑  Calvin 1845, 3:2:11. « L'expérience montre que les réprouvés sont parfois affectés d'une manière si semblable aux élus que même dans leur propre jugement il n'y a pas de différence entre eux. [...] [L]e Seigneur, pour mieux les condamner, et les laisser sans excuse, instille dans leur esprit un tel sentiment d'amour que l'on peut ressentir sans l'Esprit d'adoption [...] Par conséquent, comme Dieu ne régénère les élus que pour toujours par une semence incorruptible, [...] rien n'empêche une opération inférieure de l'Esprit de suivre son cours dans le réprouvé. [...] Ainsi nous écartons l'objection que si Dieu manifeste vraiment sa grâce, elle doit durer éternellement. Il n'y a rien d'inconciliable en cela avec le fait qu'il en éclaire certains avec un sens de sa grâce, qui s'avère ensuite évanescent. »
71. ↑  Calvin 1845, 3:2:11-12, p. 478-479. « [un réprouvé], tout comme un arbre qui n'est pas planté assez profondément peut prendre racine, mais avec le temps dépérit, peut pendant plusieurs années non seulement produire des feuilles et des fleurs, mais produire des fruits. »
72. ↑  Keathley 2010, p. 170. « La doctrine de la foi temporaire, une notion d'abord formulée par Calvin mais plus tard développée par Bèze et William Perkins, a encore intensifié le problème de l'assurance dans la théologie calviniste et puritaine. Selon eux, Dieu donne aux réprouvés, qu'il n'a jamais eu l'intention de sauver en premier lieu, un « aperçu » de sa grâce. Se basant sur des passages tels que Matt 7:21–23; Héb 6:4–6, et la parabole du Semeur, Bèze et Perkins attribuent cette fausse foi temporaire à une œuvre inefficace du Saint-Esprit. »
73. ↑  Gribben et Tweeddale 2022, p. 402. « [...] Owen admet volontiers que l'Esprit induit occasionnellement une illumination partielle de la vérité de l'évangile, qui pourrait produire une certaine conviction de péché et une réforme du comportement. [...] Car, quelle que soit sa ressemblance superficielle avec une véritable conversion, elle est en deçà de cette réalité et explique le phénomène d'une illumination apparemment temporaire décrite en Héb. 6:4. »
74. ↑  Pink 2009, p. 18-19. « Les Écritures enseignent également que les individus peuvent posséder une foi inspirée par le Saint-Esprit, mais qui ne conduit pas au salut. Cette foi, à laquelle nous faisons référence, est caractérisée par deux éléments que ni l'éducation ni les efforts personnels ne peuvent susciter : la lumière spirituelle et une puissance divine qui incite l'esprit à donner son assentiment. Ainsi, il est possible qu'une personne bénéficie de cette illumination et de cette inclination divines sans pour autant être régénérée. Un exemple solennel de cette situation est exposé dans Hébreux 6:4-6. »
75. ↑  Boettner 1932, chap. 14. « En plus de ce qui a été dit, il faut admettre que souvent les opérations communes de l'Esprit sur la conscience éclairée conduisent à la réforme et à une vie religieuse extérieure. Ceux qui sont ainsi influencés sont souvent très stricts dans leur conduite et diligents dans leurs devoirs religieux. Au pécheur éveillé, les promesses de l'Évangile et l'exposition du plan de salut contenus dans les Écritures apparaissent non seulement comme vrais, mais aussi adaptées à sa condition. [...] Cette foi perdure aussi longtemps que perdure l'état d'esprit par lequel elle est produite. Lorsque cela change, il retombe dans son état habituel d'insensibilité et sa foi disparaît. »
76. ↑  Robinson 2022, p. 352-253. « Le fait que Dieu agisse de cette manière frappe le non-calviniste non seulement comme étant ridicule, mais plus important encore, fait apparaitre Dieu comme étant trompeur en faisant croire à un moment donné au croyant temporaire qu'il un vrai croyant et fait partie des élus de Dieu  [...] Ceci est contraire au caractère de Dieu qui se révèle comme le Dieu de vérité et de fidélité [...]. »
77. ↑  Walls et Dongell 2004, p. 201-202. « Ce qui est vraiment remarquable ici, c'est que les personnes qui reçoivent cette illumination partielle et temporaire semblent pendant un certain temps être vraiment élues, mais en fait ne le sont pas. Elles sont trompées par un faux espoir. Cette terrible possibilité est ce qui hante les calvinistes qui luttent avec l'assurance et la certitude du salut. »

### Sources
- (en) Thomas Aquinas, Nature and Grace: Selections from the Summa Theologica of Thomas Aquinas, Philadelphia, The Westminster Press, 1954 (lire en ligne)
- (en) Jacobus Arminius, The Works of James Arminius, vol. 2, Auburn, N.Y., Derby and Miller, 1853 (lire en ligne)
- (en) Henry Bettenson, The Later Christian Fathers, London, Oxford University Press, 1970
- (en) Guillaume Bignon, Excusing Sinners and Blaming God: A Calvinist Assessment of Determinism, Moral Responsibility, and Divine Involvement in Evil, London, Wipf and Stock Publishers, 2018
- (en) Benedict Bird, « The Development Of Augustine’s Views On Free Will And Grace, And The Conflicting Claims To Consistency Therewith By John Owen And John Goodwin », Westminster Theological Journal, vol. 83, no 1,‎ 2021, p. 73-101
- (en) Lorraine Boettner, The Reformed Doctrine of Predestination, Philadelphia, The Presbyterian and Reformed Publishing Company, 1932
- (en) Christopher. T. Bounds, « How are People Saved? The Major Views of Salvation with a Focus on Wesleyan Perspectives and their Implications », Wesley and Methodist Studies, vol. 3,‎ 2011, p. 31–54 (DOI 10.2307/42909800, JSTOR 42909800, lire en ligne)
- (en) John Calvin, Institutes of the Christian Religion; a New Translation by Henry Beveridge, vol. 3, Edinburgh, Calvin Translation Society, 1845
- (en) John Calvin, Concerning the Eternal Predestination of God, London, James Clarke & Co. Limited, 1961
- (en) John Calvin, The Epistle of Paul the Apostle to the Hebrews and the First and Second epistles of St Peter, Grand Rapids, MI, William B. Eerdmans Publishing Company, 1963
- (en) Richard Coords, « Choice Principles », sur Society of Evangelical Arminians, 12 avril 2021 (consulté le 1er décembre 2022)
- (en) Leo G. Cox, « Prevenient Grace - A Wesleyan View », Journal of the Evangelical Theological Society,‎ 1969, p. 143-149 (lire en ligne)
- (en) F. L. Cross, The Oxford dictionary of the Christian church, New York, Oxford University Press, 2005
- (en) William Cunningham, « Efficacious Grace Vs Arminian Prevenient Grace », sur Monergism, 2022 (consulté le 1er décembre 2022)
- (en) John Jefferson Davis, « The Perseverance of the Saints: A History of the Doctrine », Journal of the Evangelical Theological Society, vol. 34, no 2,‎ 1991 (lire en ligne)
- (en) Bruce Demarest, EThe Cross and Salvation: The Doctrine of Salvation, Wheaton, Crossway, 1997
- Henricus Denzinger, Symboles et définitions de la foi catholique, Paris, Cerf, 1996, 37e éd. (lire en ligne)
- (en) Millard J. Erickson, Christian theology, Grand Rapids, MI, Baker Books House, 1990, 1st one volume éd.
- (en) Allan D Fitzgerald, Augustine Through the Ages: An Encyclopedia, Grand Rapids, MI, Wm B Eerdmans, 1999, « Aratia Christi et de peccato originali, De »
- (en) F. Leroy Forlines, Classical Arminianism: A Theology of Salvation, Randall House, 2011
- (en) Crawford Gribben et John W. Tweeddale, T&T Clark Handbook of John Owen, London, T&T Clark, 2022
- (en) Wayne Grudem, Systematic Theology, Grand Rapids, InterVarsity Press, 1994
- (de) Bengt Hägglund, Teologins historia, St. Louis, MO, Concordia Publishing House, 2007, 4th rev. éd. (1re éd. 1968)
- (en) Paul Helm, Calvin at the Centre, Oxford, Oxford University Press, 2010
- (en) Frank A. III James, Peter Martyr Vermigli and Predestination: The Augustinian Inheritance of an Italian Reformer, Oxford, Clarendon, 1998
- (en) Jean-Paul II, Catechism of the Catholic Church Second Edition Apostolic Constitution Fidei Depositum, Citta del Vaticano, Libreria Editrice Vaticana, 1993 (lire en ligne)
- (en) Kenneth Keathley, Salvation and Sovereignty: A Molinist Approach, Nashville, B&H Publishing Group, 2010
- (en) S. T. Kimbrough, Orthodox and Wesleyan Spirituality, Crestwood, St Vladimir's Seminary Press, 2002
- (en) Abraham Kuyper, Common Grace: God's Gifts for a Fallen World, vol. 1, Bellingham, WA, Lexham Press, 2016
- (en) Peter Manns et Harding Meyer, Luther's Ecumenical Significance: An Interconfessional Consultation, Fortress Press, 1984
- (en) Alister E. McGrath, Christian Theology: An Introduction, Cambridge, Blackwell Publishers, 2001
- (en) Alister E. McGrath, Iustitia Dei : a history of the Christian doctrine of justification, Cambridge, Cambridge University Press, 2005
- (en) J. Gordon Melton, Encyclopedia of Protestantism, Infobase Publishing, 2005
- (en) NPH, MANUAL 2017–2021, Indianapolis, Nazarene Publishing House, 2017 (lire en ligne)
- (en) Francis Oakley, The Medieval Experience: Foundations of Western Cultural Singularity, Toronto, University of Toronto Press, 1988
- (en) Thomas Oden, John Wesley's Scriptural Christianity: A Plain Exposition of His Teaching on Christian Doctrine, Grand Rapids, MI, Zondervan, 1994
- (en) Roger E. Olson, Arminian Theology: Myths and Realities, Downers Grove, InterVarsity Press, 2009
- (en) J. J. Overbeck, The acts and decrees of the Synod of Jerusalem, sometimes called the Council of Bethlehem, holden under Dositheus, Patriarch of Jerusalem in 1672, London, T. Baker, 1899 (lire en ligne)
- (en) PF, Catechism of the Pillar of Fire Church, Denver, CO, Pillar of Fire Church, 1948
- (en) Robert E. Picirilli, Grace, Faith, Free Will: Contrasting Views of Salvation : Calvinism and Arminianism, Nashville, Randall House Publications, 2002
- (en) C. H. Pickar, The New Catholic Encyclopedia, vol. 5, Washington D.C., 1981 (1re éd. 1967)
- (en) Arthur W. Pink, Studies on Saving Faith, Zeeland, MI, Reformed church Publications, 2009
- (en) J. Matthew Pinson, 40 Questions about Arminianism, Grand Rapids, MI, Kregel Publications, 2022
- (en) Ronald R. Ray, Systematics Critical and Constructive 2: With Compendium Interactions, Eugene, OR, Wipf and Stock Publishers, 2022
- (en) Vic Reasoner, Grace for all : the Arminian dynamics of salvation, Eugene, OR, Resource Publications, 2014, « John Wesley's Doctrines on the Theology of Grace »
- (en) Geoffrey D. Robinson, Saved by Grace through Faith or Saved by Decree?: A Biblical and Theological Critique of Calvinist Soteriology, Eugene, OR, Wipf and Stock Publishers, 2022
- (en) Thomas R. Schreiner et Bruce A. Ware, Still Sovereign: Contemporary Perspectives on Election, Foreknowledge, and Grace, Baker Books, 2000
- (en) Wm Andrew Schwartz et John M. Bechtold, Embracing the Past--Forging the Future: A New Generation of Wesleyan Theology, Eugene, Wipf and Stock Publishers, 2015
- (en) Brian Shelton, « Prevenient Grace: Two Helpful Distinctions », Seedbed, 2015 (consulté le 1er mai 2022)
- (en) Keith D. Stanglin et Thomas H. McCall, Jacob Arminius: Theologian of Grace, New York, OUP USA, 2012
- (en) H. F. Stewart, Thirteen Homilies of St Augustine on St John XIV, Cambridge, Cambridge University Press, 2014
- (en) Don Thorsen, An Exploration of Christian Theology, Grand Rapids, Baker Books, 2007
- (en) UMPH, The Book of Discipline of The United Methodist Church, Nashville, United Methodist Publishing House, 2004
- (en) Jerry L. Walls et Joseph Dongell, Why I am not a Calvinist, Downers Grove, IL, InterVarsity Press, 2004
- (en) J. Waterworth, The Council of Trent, London, Dolman, 1848 (lire en ligne)
- (en) Karen B. Westerfield Tucker, American Methodist Worship, Oxford, Oxford University Press, 2011
- (en) H. Orton Wiley, Christian theology, vol. 1, Kansas City, MO, Beacon Hill Press, 1940 (lire en ligne)
- (en) Kenneth Wilson, Augustine's Conversion from Traditional Free Choice to "Non-free Free Will: A Comprehensive Methodology, Tübingen, Mohr Siebeck, 2018